# 사라야 알살람
사라야 알살람(아랍어:  سرايا السلام)은 2014년부터 이라크에서 활동 중인 시아파 정당/민병대이다. 사라야 알살람은 인민동원군의 일부이며, 메흐디군이 부분적으로 부활한 것이라고 볼 수 있다. 사라야 알살람은 이슬람어로 "평화 중대"를 의미하며, 비둘기를 로고로 삼고 있다. 정당의 대표인 무크타다 알사드르는 이라크 정부 및 수니파 이라크인들과 화합하려는 의도를 가지고 해당 정당을 창당했다. 2022년 기준으로 사라야 알살람은 활동을 대부분 중단했지만 여전히 소규모로 활동 중이다.

## 같이 보기
- 바드르 조직
- 카타이브 헤즈볼라
- 알이맘 알리 여단